# 부기우기 (JY의 노래)
부기우기(일본어: ブギウギ)는 MBS/TBS 드라마 《친애하는 민박님》의 주제가이다.